# 阿莱尔
阿莱尔（法語：Allaire，法語發音：[alɛʁ] ⓘ）是法国莫尔比昂省的一个市镇，属于瓦讷区。

## 地理
阿莱尔（47°38'13"N, 2°9'46"W）面积41.74 平方千米，位于法国布列塔尼大區莫尔比昂省，该省份为法国西北部沿海省份，位于布列塔尼半岛南部，北起阿摩尔滨海省、西接菲尼斯泰尔省，南濒大西洋，东南接大西洋卢瓦尔省，东临伊勒-维莱讷省。
与阿莱尔接壤的市镇（或旧市镇、城区）包括：圣雅屈莱潘、圣佩勒、圣让拉波特里、里约、圣多莱、贝加讷、圣戈尔贡。

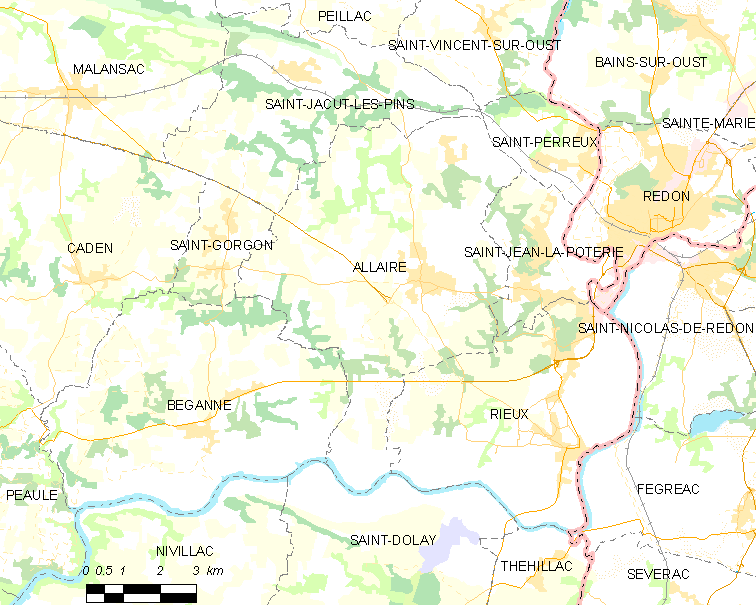
阿莱尔的OSM定位图

阿莱尔的时区为UTC+01:00、UTC+02:00（夏令时）。

## 行政
阿莱尔的邮政编码为56350，INSEE市镇编码为56001。

## 政治
阿莱尔所属的省级选区为盖尔县。

## 人口

1962-2008年间阿莱尔人口变化图示

阿莱尔于2022年1月1日时的人口数量为3906人。